# Flagi gmin w województwie mazowieckim
Flagi gmin w województwie mazowieckim – lista symboli gminnych w postaci flagi, obowiązujących w województwie mazowieckim.

Flaga województwa mazowieckiego

Zgodnie z definicją, flaga to płat tkaniny określonego kształtu, barwy i znaczenia, przymocowywany do drzewca lub masztu. Może on również zawierać herb lub godło danej jednostki administracyjnej. W Polsce jednostki terytorialne (rady gmin, miast i powiatów) mogą ustanawiać flagi zgodnie z „Ustawą z dnia 21 grudnia 1978 o odznakach i mundurach”.  W pierwotnej wersji pozwalała ona jednostkom terytorialnym jedynie na ustanawianie herbów. Mimo to wiele miast i gmin, w tym w województwie mazowieckim, podejmowało uchwały i używało flagi jako swojego symbolu. Dopiero „Ustawa z dnia 29 grudnia 1998 o zmianie niektórych ustaw w związku z wdrożeniem reformy ustrojowej państwa” oficjalnie potwierdziła prawo województw, powiatów i gmin do ustanawiania tego symbolu jednostki terytorialnej.
W 2025 w województwie mazowieckim swoją flagę miało 176 z 314 gmin (Radom używa nieoficjalnej flagi), do 2002, czyli wprowadzenia w życie nowej ustawy warszawskiej, miało ją 7 z 11 gmin warszawskich oraz miasto Wesoła. Symbol ten, w 2005, ustanowiło samo województwo (zmiana wzoru w 2006).

## Lista obowiązujących flag gminnych

### Powiat białobrzeski
| Gmina                      | Wzór | Opis |
| -------------------------- | ---- | --- |
| Miasto i gmina Białobrzegi |      | Flaga gminy to prostokątny płat tkaniny podzielony na trzy pionowe pasy: dwa błękitne i biały w stosunku 1:3:1. W jego centralnej części umieszczono herb gminy. |
| Gmina Stara Błotnica       |      | Flaga gminy, autorstwa Roberta Szydlika, została ustanowiona uchwałą nr XXIX/182/2013 z 16 czerwca 2013. Jest to prostokątny płat tkaniny o proporcjach 5:8, podzielony na dwie równe części – lewą białą, z herbem gminy i prawą, podzieloną na siedem równych poziomych pasów: cztery białe i trzy błękitne.                                |
| Gmina Stromiec             |      | Flaga gminy, autorstwa Pawła Dudzińskiego i Krzysztofa Skupieńskiego, została ustanowiona uchwałą nr V.37.2015 z 24 marca 2015. Jest to prostokątny płat tkaniny o proporcjach 5:8, podzielony na dwie równe części – lewą białą, z godłem z herbu gminy i prawą, podzieloną na siedem równych poziomych pasów: cztery błękitne i trzy złote. |

### Powiat ciechanowski
| Gmina                 | Wzór | Opis |
| --------------------- | ---- | --- |
| Miasto Ciechanów      |      | Flaga miasta to prostokątny płat tkaniny o proporcjach 5:8 koloru niebieskiego, w którego centralnej części umieszczono herb miasta. |
| Gmina Gołymin-Ośrodek |      | Flaga gminy, autorstwa Roberta Szydlika, została ustanowiona uchwałą nr XV/78/2019 z 24 sierpnia 2019. Jest to prostokątny płat tkaniny o proporcjach 5:8 koloru błękitnego, z którego lewej strony płata umieszczono godło z herbu gminy.                                                                               |
| Gmina Ojrzeń          |      | Flaga gminy, autorstwa Roberta Szydlika, została ustanowiona uchwałą nr XXXVIII/228/2014 z 13 marca 2014. Jest to prostokątny płat tkaniny o proporcjach 5:8, podzielony na pięć poziomych pasów: biały, zielony, biały, zielony i biały w stosunku 1:1:6:1:1. W jego centralnej części umieszczono godło z herbu gminy. |
| Gmina Opinogóra Górna |      | Flaga gminy została ustanowiona uchwałą nr XXXVI/225/2014 z 2 czerwca 2014. Jest to prostokątny płat tkaniny o proporcjach 5:8 koloru błękitnego, w którego centralnej części umieszczono godło z herbu gminy. |
| Gmina Regimin         |      | Flaga gminy została ustanowiona uchwałą nr LIV/342/23 20 maja 2023. Jest to prostokątny płat tkaniny o proporcjach 5:8 koloru błękitnego, z którego lewej strony umieszczono godło z herbu gminy. |
| Gmina Sońsk           |      | Flaga gminy została ustanowiona uchwałą nr LI/393/2018 z 16 czerwca 2018. Jest to prostokątny płat tkaniny o proporcjach 5:8, podzielony na dwa równe poziome pasy: zielony i czerwony. W jego centralnej części umieszczono herb gminy.                                                                                 |

### Powiat garwoliński
| Gmina                    | Wzór | Opis |
| ------------------------ | ---- | --- |
| Gmina Borowie            |      | Flaga gminy została ustanowiona uchwałą nr XIX/86/2016 z 29 kwietnia 2016. Jest to prostokątny płat tkaniny o proporcjach 5:8, podzielony na trzy pionowe pasy: dwa błękitne i biały w stosunku 2:7:7. Na środkowym pasie umieszczono herb gminy.                                |
| Miasto Garwolin          |      | Flaga miasta to prostokątny płat tkaniny koloru białego, w którego centralnej części umieszczono herb miasta. |
| Gmina Garwolin           |      | Flaga gminy, autorstwa Alfreda Znamierowskiego, została ustanowiona uchwałą nr IX/82/2012 z 19 marca 2012. Jest to prostokątny płat tkaniny o proporcjach 5:8, podzielony na trzy poziome pasy: dwa zielone i żółty w stosunku. W jego centralnej części umieszczono herb gminy. |
| Gmina Górzno             |      | Flaga gminy została ustanowiona uchwałą nr XXXI/162/05 z 30 grudnia 2005. Jest to prostokątny płat tkaniny o proporcjach 5:8, podzielony na dwie równe części – lewą żółtą, z herbem gminy i prawą, podzieloną na trzy poziome pasy: dwa zielone i żółty w stosunku 3:1:3.       |
| Miasto Łaskarzew         |      | Flaga miasta została ustanowiona uchwałą nr XXII/125/2020 z 24 czerwca 2020. Jest to prostokątny płat tkaniny o proporcjach 5:8 koloru błękitnego, z którego lewej strony płata umieszczono godło z herbu miasta.                                                                |
| Gmina Łaskarzew          |      | Flaga gminy została ustanowiona uchwałą nr XXI/110/13 z 1 lutego 2013. Jest to prostokątny płat tkaniny o proporcjach 5:8, podzielony na trzy poziome pasy: dwa niebieskie i żółty w stosunku 1:3:1. W jego centralnej części umieszczono herb gminy.                            |
| Gmina Miastków Kościelny |      | Flaga gminy została ustanowiona uchwałą nr XXII/96/2009 z 23 marca 2009. Jest to prostokątny płat tkaniny o proporcjach 5:8, podzielony na trzy poziome pasy: dwa żółte i czerwony w stosunku 1:3:1. W jego centralnej części umieszczono herb gminy.                            |
| Gmina Sobolew            |      | Flaga gminy została ustanowiona uchwałą nr XXXII/176/2006 z 12 stycznia 2006. Jest to prostokątny płat tkaniny o proporcjach 5:8, podzielony na dwie równe części – lewą czerwoną, z herbem gminy i prawą, podzieloną na trzy równe poziome pasy: dwa żółte i czerwony.          |
| Gmina Trojanów           |      | Flaga gminy została ustanowiona uchwałą nr XXVIII/137/09 z 5 sierpnia 2009. Jest to prostokątny płat tkaniny o proporcjach 5:8, podzielony na trzy poziome pasy: dwa czerwone i biały w stosunku 1:8:1. Z lewej strony płata umieszczono herb gminy.                             |
| Gmina Wilga              |      | Flaga gminy została ustanowiona uchwałą nr X/37/2003 z dnia 29 sierpnia 2003. Jest to prostokątny płat tkaniny o proporcjach 5:8, podzielony na trzy poziome pasy: biały, czerwony i żółty w stosunku 1:3:1. W jego centralnej części może znajdować się godło z herbu gminy.    |

### Powiat gostyniński
| Gmina                    | Wzór | Opis |
| ------------------------ | ---- | --- |
| Miasto Gostynin          |      | Flaga miasta została ustanowiona 23 października 1995. Jest to prostokątny płat tkaniny o proporcjach 5:8, w którego centralnej części umieszczono godło z herbu miasta, a po jego obu stronach biało-czerwone pasy.                                    |
| Gmina Pacyna             |      | Flaga gminy została ustanowiona uchwałą nr III/89/2004 z 29 grudnia 2004. Jest to prostokątny płat tkaniny o proporcjach 5:8, podzielony na dwa poziome pasy: żółty i błękitny w stosunku 3:1. W centralnej części górnego pasa umieszczono herb gminy. |
| Miasto i gmina Sanniki   |      | Flaga gminy została ustanowiona uchwałą nr 278/XXXIV/2002 z 28 lutego 2002. Jest to prostokątny płat tkaniny, podzielony na trzy pionowe pasy: dwa zielone i żółty w stosunku 1:3:1. W jego centralnej części umieszczono herb gminy.                   |
| Gmina Szczawin Kościelny |      | Flaga gminy została ustanowiona uchwałą nr 29/V/2003 z 12 lutego 2003. Jest to prostokątny płat tkaniny o proporcjach 5:8, podzielony na dwa równe poziome pasy: czerwony i błękitny. W jego centralnej części umieszczono herb gminy.                  |

### Powiat grodziski
| Gmina                              | Wzór | Opis |
| ---------------------------------- | ---- | --- |
| Gmina Baranów                      |      | Flaga gminy, autorstwa Zdzisława Krysiaka, została ustanowiona uchwałą nr XL/226/2006 z 27 października 2006. Jest to prostokątny płat tkaniny o proporcjach 5:8 koloru czerwonego, w którego centralnej części umieszczono godło z herbu gminy. |
| Miasto i gmina Grodzisk Mazowiecki |      | Flaga gminy została ustanowiona 30 sierpnia 1995. Jest to prostokątny płat tkaniny o proporcjach 5:8 koloru białego, w którego centralnej części umieszczono herb gminy. |
| Miasto Milanówek                   |      | Flaga miasta, autorstwa ks. Pawła Dudzińskiego, Włodzimierza Mońki i Krzysztofa Rychtera, została ustanowiona uchwałą nr 157/XLVI/97 z 10 czerwca 1997. Jest to prostokątny płat tkaniny o proporcjach 8:5, podzielony w szachownicę na cztery części: dwie błękitne, żółtą i białą (kanton jest żółty). W lewym górnym rogu płata umieszczono zielonkawy liść, pochodzący z herbu miasta. |

### Powiat grójecki
| Gmina                                 | Wzór | Opis |
| ------------------------------------- | ---- | --- |
| Gmina Belsk Duży                      |      | Flaga gminy, autorstwa Tadeusza Gajla, została ustanowiona uchwałą nr VI/44/2019 z 17 kwietnia 2019. Jest to prostokątny płat tkaniny o proporcjach 5:8, podzielony na trzy pionowe pasy: dwa żółte i czerwony w stosunku 3:16:3. W jego centralnej części umieszczono godło z herbu gminy. |
| Gmina Chynów                          |      | Flaga gminy to prostokątny płat tkaniny, podzielony na dwa równe pionowe pasy: biały i czerwony. W górnej części płata umieszczono zielony trójkąt z herbem gminy. |
| Gmina Jasieniec                       |      | Flaga gminy, autorstwa Roberta Szydlika, została ustanowiona uchwałą nr IX.45.2012 z 25 października 2012. Jest to prostokątny płat tkaniny o proporcjach 5:8 koloru żółtego, w którego centralnej części umieszczono godło z herbu gminy.                                                  |
| Miasto i gmina Nowe Miasto nad Pilicą |      | Flaga gminy to prostokątny płat tkaniny o proporcjach 5:8, podzielony z prawa w skos niebieskim pasem na dwie części: lewą żółtą, z herbem gminy i prawą czerwoną. |
| Gmina Pniewy                          |      | Flaga gminy, autorstwa Andrzeja Zygmunta Rola-Stężyckiego, została ustanowiona uchwałą nr XXXI/154/13 z 10 maja 2013. Jest to prostokątny płat tkaniny o proporcjach 8:13 koloru czerwonego, w którego centralnej części umieszczono godło z herbu gminy.                                   |

### Powiat kozienicki
| Gmina                    | Wzór | Opis |
| ------------------------ | ---- | --- |
| Gmina Garbatka-Letnisko  |      | Flaga gminy, autorstwa Włodzimierza Chorązkiego, została ustanowiona uchwałą nr XXXI/20/10 z 19 kwietnia 2010. Jest to prostokątny płat tkaniny o proporcjach 5:8, podzielony na dwie równe części: lewą żółtą, z herbem gminy i prawą czerwoną.     |
| Miasto i gmina Głowaczów |      | Flaga gminy została ustanowiona uchwałą nr XL/245/06 z 12 października 2006. Jest to prostokątny płat tkaniny podzielony na trzy poziome pasy: dwa zielone i biały w stosunku 1:3:1. W jego centralnej części umieszczono herb gminy.                |
| Gmina Gniewoszów         |      | Flaga gminy została ustanowiona uchwałą nr LVI/337/24 z 19 marca 2024. Jest to prostokątny płat tkaniny o proporcjach 5:8, podzielony na dwie równe pionowe części: lewą białą, z herbem gminy i prawą błękitną.                                     |
| Gmina Grabów nad Pilicą  |      | Flaga gminy została ustanowiona uchwałą nr XIV/71/08 z 26 stycznia 2008. Jest to prostokątny płat tkaniny o proporcjach 5:8, podzielony na trzy poziome pasy: dwa zielone i żółty w stosunku 1:2:1. W jego centralnej części umieszczono herb gminy. |
| Miasto i gmina Kozienice |      | Flaga gminy została ustanowiona uchwałą nr XIII/122/2019 z 30 września 2019. Jest to prostokątny płat tkaniny o proporcjach 5:8 koloru błękitnego, w którego centralnej części umieszczono godło z herbu gminy.                                      |

### Powiat legionowski
| Gmina                 | Wzór | Opis |
| --------------------- | ---- | --- |
| Gmina Jabłonna        |      | Flaga gminy to prostokątny płat tkaniny, podzielony na dwa równe poziome pasy: zielony i czerwony. Z lewej strony płata umieszczono żółty trójkąt. |
| Miasto Legionowo      |      | Flaga miasta to prostokątny płat tkaniny o proporcjach 5:8, podzielony na trzy pionowe pasy: czerwony, biały i błękitny w stosunku 1:3:1. W jego centralnej części umieszczono herb miasta. |
| Gmina Nieporęt        |      | Flaga gminy to prostokątny płat tkaniny o proporcjach 5:8 koloru ciemnego szafiru, w którego centralnej części umieszczono herb gminy. |
| Miasto i gmina Serock |      | Flaga gminy została ustanowiona uchwałą nr 92/XVI/95 z 22 kwietnia 1995. Jest to prostokątny płat tkaniny o proporcjach 2:3, podzielony na pięć poziomych pasów: błękitny, żółty, biały, czerwony i błękitny w stosunku 7:1:1:1:2. |
| Gmina Wieliszew       |      | Pierwsza wersja flagi gminy została ustanowiona uchwałą nr 201/XX/96 z 30 grudnia 1996, obecna, autorstwa Andrzeja Ludwika Włoszczyńskiego oraz Piotra Bytnera, została ustanowiona uchwałą nr XX/162/2025 z 15 lipca 2025. Jest to prostokątny płat tkaniny o proporcjach 5:8 koloru błękitnego, w którego centralnej części umieszczono godło z herbu gminy. |

### Powiat lipski
| Gmina                          | Wzór | Opis |
| ------------------------------ | ---- | --- |
| Gmina Chotcza                  |      | Flaga gminy została ustanowiona uchwałą nr L/184/2014 z 31 stycznia 2014. Jest to prostokątny płat tkaniny o proporcjach 5:8, podzielony na sześć równych pionowych pasów: trzy czarne i trzy białe. W jego centralnej części umieszczono falisty niebieski pas.                                                                         |
| Gmina Rzeczniów                |      | Flaga gminy, autorstwa Marcina Skalskiego-Truskolaskiego, została ustanowiona uchwałą nr XXIX/108/2012 z 28 grudnia 2012. Jest to prostokątny płat tkaniny o proporcjach 5:8, podzielony na dwie równe części: lewą błękitną, z herbem gminy oraz prawą, podzieloną na dziewięć równych poziomych pasów: pięć żółtych i cztery błękitne. |
| Miasto i gmina Sienno          |      | Flaga gminy to prostokątny płat tkaniny o proporcjach 5:8 koloru zielonego, w którego centralnej części umieszczono herb gminy. |
| Miasto i gmina Solec nad Wisłą |      | Flaga gminy, autorstwa Kamila Wójcikowskiego i Roberta Fidury, została ustanowiona uchwałą nr XVI/84/2025 z 28 lutego 2025. Jest to prostokątny płat tkaniny o proporcjach 5:8 koloru błękitnego, w którego centralnej części umieszczono godło z herbu gminy.                                                                           |

### Powiat łosicki
| Gmina          | Wzór | Opis |
| -------------- | ---- | --- |
| Gmina Huszlew  |      | Flaga gminy została ustanowiona uchwałą nr XL/184/06 z 29 sierpnia 2006. Jest to prostokątny płat tkaniny o proporcjach 5:8, podzielony na dwie równe części: lewą czerwoną, z godłem z herbu gminy oraz prawą, podzieloną na trzy poziome pasy: biały, czerwony i żółty w stosunku 2:1:2. |
| Gmina Olszanka |      | Flaga gminy została ustanowiona 10 sierpnia 1997. Jest to prostokątny płat tkaniny o proporcjach 5:8, podzielony na trzy równe pionowe pasy: dwa czerwone i żółty. |

### Powiat makowski
| Gmina           | Wzór | Opis |
| --------------- | ---- | --- |
| Gmina Czerwonka |      | Flaga gminy, autorstwa Kamila Wójcikowskiego i Roberta Fidury, została ustanowiona uchwałą nr XXII/184/2013 z 27 maja 2013. Jest to prostokątny płat tkaniny o proporcjach 5:8, podzielony na dwa poziome faliste pasy: biały i czerwony w stosunku 4:1. W centralnej części górnego pasa umieszczono herb gminy.                                           |
| Gmina Młynarze  |      | Flaga gminy, autorstwa Kamila Wójcikowskiego i Roberta Fidury, została ustanowiona uchwałą nr XIV/68/2012 z 30 marca 2012. Jest to prostokątny płat tkaniny o proporcjach podzielony na dwie części w stosunku 2:1: lewą czerwoną, z godłem z herbu gminy oraz prawą, podzieloną na pięć równych poziomych pasów: żółty, czerwony, biały, czerwony i żółty. |
| Gmina Rzewnie   |      | Flaga gminy, autorstwa Kamila Wójcikowskiego i Roberta Fidury, została ustanowiona uchwałą nr LXXI/438/2024 z 25 marca 2024. Jest to prostokątny płat tkaniny o proporcjach 5:8, podzielony na dwa poziome faliste pasy: żółty i wąski błękitny. W centralnej części górnego pasa umieszczono herb gminy.                                                   |
| Gmina Szelków   |      | Flaga gminy, autorstwa Kamila Wójcikowskiego i Roberta Fidury, została ustanowiona uchwałą nr XXIX/148/2013 z 8 maja 2013. Jest to prostokątny płat tkaniny o proporcjach 5:8 koloru czerwonego, z którego lewej strony płata umieszczono godło z herbu gminy.                                                                                              |

### Powiat miński
| Gmina                   | Wzór | Opis |
| ----------------------- | ---- | --- |
| Miasto i gmina Latowicz |      | Flaga gminy została ustanowiona uchwałą nr XIII/92/12 z 26 kwietnia 2012. Jest to prostokątny płat tkaniny o proporcjach 5:8 koloru białego, w którego centralnej części umieszczono błękitny romb z godłem z herbu gminy. |
| Miasto Mińsk Mazowiecki |      | Flaga miasta to prostokątny płat tkaniny o proporcjach 5:8, podzielony na dwa poziome pasy: żółty i niebieski. W centralnej części górnego pasa umieszczono herb miasta.                                                   |
| Miasto Sulejówek        |      | Flaga miasta została ustanowiona 11 listopada 2000. Jest to prostokątny płat tkaniny o proporcjach 5:8, podzielony na cztery poziome pasy: niebieski, biały, żółty i niebieski, w stosunku 4:1:1:4.                        |

### Powiat mławski
| Gmina          | Wzór | Opis |
| -------------- | ---- | --- |
| Miasto Mława   |      | Flaga miasta to prostokątny płat tkaniny o proporcjach 5:8, podzielony na trzy poziome pasy: dwa błękitne i biały w stosunku 1:3:1. W jego centralnej części umieszczono herb miasta.                                                             |
| Gmina Radzanów |      | Flaga gminy została ustanowiona uchwałą nr XX/147/2020 z 19 sierpnia 2020. Jest to, prostokątny, pionowy płat tkaniny o proporcjach 5:8, w którego centralnej części umieszczono herb gminy.                                                      |
| Gmina Szydłowo |      | Flaga gminy została ustanowiona uchwałą nr XXX/152/2013 z 9 listopada 2013. Jest to prostokątny płat tkaniny o proporcjach 5:9, podzielony na dwa równe poziome pasy: zielony i żółty. W lewym górnym rogu płata umieszczono godło z herbu gminy. |

### Powiat nowodworski
| Gmina                       | Wzór | Opis |
| --------------------------- | ---- | --- |
| Miasto i gmina Nasielsk     |      | Flaga gminy została ustanowiona uchwałą nr IX/75/03 z 30 czerwca 2003. Jest to prostokątny płat tkaniny o proporcjach 5:8, podzielony na trzy równe poziome pasy: czerwony, żółty i niebieski. W jego centralnej części może znajdować się herb gminy.         |
| Miasto Nowy Dwór Mazowiecki |      | Flaga miasta to prostokątny płat tkaniny, podzielony na dwa równe poziome pasy: biały i błękitny. W centralnej części górnego pasa umieszczono herb miasta. |
| Gmina Pomiechówek           |      | Flaga gminy została ustanowiona uchwałą nr XXXII/262/2013 z 26 listopada 2013. Jest to prostokątny płat tkaniny o proporcjach 5:8, podzielony na dwa poziome pasy: błękitny i biały w stosunku 4:1. W jego centralnej części umieszczono herb gminy.           |
| Miasto i gmina Zakroczym    |      | Flaga gminy została ustanowiona uchwałą nr XXXIV/198/2009 z 30 grudnia 2009. Jest to prostokątny płat tkaniny o proporcjach 5:8, podzielony na trzy poziome pasy: dwa żółte i czerwony w stosunku 1:2:1. Z lewej strony płata umieszczono godło z herbu gminy. |

### Miasto Ostrołęka
| Wzór | Opis |
| ---- | --- |
|      | Flaga miasta została ustanowiona 24 listopada 1993. Jest to prostokątny płat tkaniny o proporcjach 5:8, podzielony na trzy równe poziome pasy: zielony, złoty i niebieski. Kolory te nawiązują kolejno do związków miasta z Puszczą Zieloną, złotej korony i szponów orła z herbu miejskiego oraz do rzek przepływających przez Ostrołękę. |

### Powiat ostrołęcki
| Gmina                    | Wzór | Opis |
| ------------------------ | ---- | --- |
| Gmina Baranowo           |      | Flaga gminy, autorstwa Kamila Wójcikowskiego i Roberta Fidury, została ustanowiona uchwałą nr XXVIII/230/2013 z 2 czerwca 2013. Jest to prostokątny płat tkaniny o proporcjach 5:8, podzielony na dziewięć równych poziomych pasów: pięć zielonych i cztery żółte.                                                               |
| Gmina Czarnia            |      | Flaga gminy, autorstwa Kamila Wójcikowskiego i Roberta Fidury, została ustanowiona uchwałą nr XXVI/251/22 z 30 maja 2022. Jest to prostokątny płat tkaniny o proporcjach 5:8, podzielony na pięć pionowych pasów: czarny, żółty, zielony, żółty i czarny w stosunku 3:3:20:3:3. W jego centralnej części umieszczono herb gminy. |
| Gmina Czerwin            |      | Flaga gminy została ustanowiona uchwałą nr XXXVI/1/2010 z 23 lutego 2010. Jest to prostokątny płat tkaniny o proporcjach 5:8, podzielony na pięć równych poziomych pasów: trzy czerwone i dwa żółte. Z lewej strony płata umieszczono herb gminy.                                                                                |
| Gmina Goworowo           |      | Flaga gminy, autorstwa Kamila Wójcikowskiego i Roberta Fidury, została ustanowiona uchwałą nr XLIV/257/14 z 28 maja 2014. Jest to prostokątny płat tkaniny o proporcjach 5:8, podzielony na pięć poziomych pasów: trzy żółte i dwa błękitne w stosunku 1:1:6:1:1. Z lewej strony płata umieszczono herb gminy.                   |
| Gmina Kadzidło           |      | Flaga gminy to prostokątny płat tkaniny o proporcjach 5:8, podzielony na trzy równe poziome pasy: dwa zielone i żółty. |
| Gmina Łyse               |      | Flaga gminy, autorstwa Roberta Szydlika, została ustanowiona uchwałą nr XXIII/161/2021 z 20 października 2021. Jest to prostokątny płat tkaniny o proporcjach 5:8, podzielony na pięć poziomych pasów: żółty, zielony, biały, zielony, żółty w stosunku 2:1:2:1:2. W jego centralnej części umieszczono herb gminy.              |
| Miasto i gmina Myszyniec |      | Flaga gminy, autorstwa Kamila Wójcikowskiego i Roberta Fidury, została ustanowiona uchwałą nr XXXVII/406/23 z 6 marca 2023. Jest to prostokątny płat tkaniny o proporcjach 5:8, podzielony na trzy pionowe pasy: dwa zielone i biały w stosunku 5:22:5. W jego centralnej części umieszczono godło z herbu gminy.                |
| Gmina Olszewo-Borki      |      | Flaga gminy została ustanowiona uchwałą nr XLVI/261/14 z 30 maja 2014. Jest to prostokątny płat tkaniny o proporcjach 5:8 koloru czerwonego, z którego lewej strony płata umieszczono godło z herbu gminy. |
| Gmina Rzekuń             |      | Flaga gminy, autorstwa Kamila Wójcikowskiego i Roberta Fidury, została ustanowiona uchwałą nr XLIII/278/2013 z 11 listopada 2013. Jest to prostokątny płat tkaniny o proporcjach 5:8 koloru czerwonego, z którego lewej strony płata umieszczono godło z herbu gminy.                                                            |
| Gmina Troszyn            |      | Flaga gminy to prostokątny płat tkaniny o proporcjach 5:8, podzielony na dwa równe poziome pasy: żółty i czerwony. W jego centralnej części umieszczono herb gminy. |

### Powiat ostrowski
| Gmina                    | Wzór | Opis |
| ------------------------ | ---- | --- |
| Gmina Andrzejewo         |      | Flaga gminy, autorstwa Wojciecha Tutaka i Pawła Dudzińskiego, została ustanowiona uchwałą nr XXVI/88/09 z 14 sierpnia 2009. Jest to prostokątny płat tkaniny o proporcjach 5:8, podzielony na pięć poziomych pasów: trzy czerwone i dwa białe w stosunku 1:1:8:1:1. W jego centralnej części umieszczono godło z herbu gminy. |
| Gmina Małkinia Górna     |      | Flaga gminy została ustanowiona uchwałą nr 194/XXXVII/2002 z 31 sierpnia 2002. Jest to prostokątny płat tkaniny o proporcjach 5:8, podzielony na dwie części: lewą zieloną, z godłem z herbu gminy oraz prawą, podzieloną na trzy równe poziome pasy: dwa żółte i biały.                                                      |
| Gmina Nur                |      | Flaga gminy, autorstwa Wojciecha Tutaka i Pawła Dudzińskiego, została ustanowiona 25 czerwca 2009. Jest to prostokątny płat tkaniny o proporcjach 5:8, podzielony na trzy poziome pasy: dwa błękitne i biały w stosunku 1:3:1. Z lewej strony płata umieszczono herb gminy.                                                   |
| Gmina Ostrów Mazowiecka  |      | Flaga gminy została ustanowiona uchwałą nr XXI/199/05 z 31 maja 2005. Jest to prostokątny płat tkaniny o proporcjach 5:8, podzielony na trzy pionowe pasy: dwa żółte i zielony w stosunku 1:3:1. W jego centralnej części umieszczono godło z herbu gminy.                                                                    |
| Miasto Ostrów Mazowiecka |      | Flaga miasta została ustanowiona uchwałą nr XIV/19/2003 z 28 stycznia 2003. Jest to prostokątny płat tkaniny o proporcjach 5:8, podzielony na trzy pionowe pasy: dwa zielone i żółty w stosunku 1:8:1. W jego centralnej części umieszczono herb miasta.                                                                      |
| Gmina Stary Lubotyń      |      | Flaga gminy, autorstwa Andrzeja Podreza, została ustanowiona uchwałą nr XXVIII/142/09 z 6 sierpnia 2009. Jest to prostokątny płat tkaniny o proporcjach 5:8, podzielony na pięć pionowych pasów: trzy żółte i dwa zielone w stosunku. W jego centralnej części umieszczono herb gminy.                                        |
| Gmina Szulborze Wielkie  |      | Flaga gminy, autorstwa Roberta Szydlika, została ustanowiona uchwałą nr 103/XX/2017 z 28 grudnia 2017. Jest to prostokątny płat tkaniny o proporcjach 5:8, podzielony na pięć poziomych pasów: złoty, błękitny, biały, błękitny i złoty w stosunku 2:1:2:1:2. W jego centralnej części umieszczono herb gminy.                |
| Gmina Wąsewo             |      | Flaga gminy została ustanowiona 14 czerwca 1998. Jest to prostokątny płat tkaniny o proporcjach 5:8, podzielony na trzy poziome pasy: błękitny, czerwony i żółty, w stosunku 2:1:2. |
| Gmina Zaręby Kościelne   |      | Flaga gminy została ustanowiona uchwałą nr XXIV/133/05 z 26 kwietnia 2005. Jest to prostokątny płat tkaniny o proporcjach, podzielony na trzy poziome pasy: czerwony, biały i czerwony, ozdobiony blankami. W jego centralnej części umieszczono godło z herbu gminy.                                                         |

### Powiat otwocki
| Gmina                  | Wzór | Opis |
| ---------------------- | ---- | --- |
| Gmina Celestynów       |      | Flaga gminy została ustanowiona uchwałą nr 17/98 z 24 kwietnia 1998. Jest to prostokątny płat tkaniny o proporcjach 5:8, podzielony na trzy równe poziome pasy: dwa żółte i niebieski.                                                                       |
| Miasto Józefów         |      | Flaga miasta została ustanowiona 24 marca 1997. Jest to prostokątny płat tkaniny, podzielony na dwa równe poziome pasy: biały i czerwony. Z lewej strony płata umieszczono dwa pionowe pasy: szerszy błękitny i węższy złoty.                                |
| Miasto i gmina Karczew |      | Flaga gminy została ustanowiona 28 lutego 1995. Jest to prostokątny płat tkaniny o proporcjach 5:8, podzielony z prawa w skos białym pasem na dwie równe części: lewą czerwoną i prawą zieloną. W jego centralnej części umieszczono herb gminy.             |
| Gmina Kołbiel          |      | Flaga gminy została ustanowiona uchwałą nr VIII/41/2007 z 29 czerwca 2007. Jest to prostokątny płat tkaniny o proporcjach 5:8, podzielony na trzy poziome pasy: zielony, żółty i czerwony w stosunku 1:6:1. W jego centralnej części umieszczono herb gminy. |
| Miasto i gmina Osieck  |      | Flaga gminy została ustanowiona uchwałą nr XIV/119/16 z 18 lipca 2016. Jest to prostokątny płat tkaniny o proporcjach 5:8, podzielony na dwa poziome pasy: żółty i błękitny w stosunku 4:1. Z lewej strony górnego pasa umieszczono godło z herbu gminy.     |
| Miasto Otwock          |      | Flaga miasta została ustanowiona w 1996. Jest to prostokątny płat tkaniny o proporcjach 5:8 koloru białego, w którego centralnej części umieszczono herb miasta.                                                                                             |
| Gmina Sobienie-Jeziory |      | Flaga gminy została ustanowiona uchwałą nr VII/33/11 z 30 czerwca 2011. Jest to prostokątny płat tkaniny o proporcjach 5:8, podzielony na trzy poziome pasy: dwa błękitne i żółty w stosunku 1:3:1. W jego centralnej części umieszczono herb gminy.         |

### Powiat piaseczyński
| Gmina                              | Wzór | Opis |
| ---------------------------------- | ---- | --- |
| Miasto i gmina Góra Kalwaria       |      | Flaga gminy to prostokątny płat tkaniny, podzielony na cztery poziome pasy: żółty, biały, czerwony i błękitny w stosunku 8:1:1:8.                                                                                        |
| Miasto i gmina Konstancin-Jeziorna |      | Flaga gminy została ustanowiona 21 czerwca 1997. Jest to prostokątny płat tkaniny o proporcjach 5:8, podzielony na trzy równe poziome pasy: zielony, biały i niebieski. W jego centralnej części umieszczono herb gminy. |
| Gmina Lesznowola                   |      | Flaga gminy została ustanowiona 26 kwietnia 1996. Jest to prostokątny płat tkaniny o proporcjach 5:8, podzielony na trzy równe poziome pasy: czerwony, żółty i zielony.                                                  |
| Miasto i gmina Piaseczno           |      | Flaga gminy została ustanowiona 23 czerwca 1987. Jest to prostokątny płat tkaniny o proporcjach 5:8, podzielony na dwa równe poziome pasy: czerwony i zielony.                                                           |

### Miasto Płock
| Wzór | Opis |
| ---- | --- |
|      | Flaga miasta została ustanowiona 15 grudnia 1938. Jest to prostokątny płat tkaniny o proporcjach 5:8, podzielony na trzy poziome pasy: żółty, czerwony i niebieski w stosunku 3:1:3. Kolory nawiązują do barw dawnego munduru wojewódzkiego województwa płockiego, ustanowionego w 1776 r.. |

### Powiat płocki
| Gmina                   | Wzór | Opis |
| ----------------------- | ---- | --- |
| Miasto i gmina Bodzanów |      | Flaga gminy została ustanowiona uchwałą nr 373/XLVII/2022 z 28 września 2022. Jest to prostokątny płat tkaniny o proporcjach 5:8 koloru błękitnego, w którego centralnej części umieszczono godło z herbu gminy. |
| Gmina Bulkowo           |      | Flaga gminy została ustanowiona uchwałą nr 195/XXII/13 z 5 marca 2013. Jest to prostokątny płat tkaniny o proporcjach 5:8, podzielony na trzy pionowe pasy: dwa żółte i błękitny w stosunku 1:2:1. W jego centralnej części umieszczono godło z herbu gminy.                                                         |
| Gmina Łąck              |      | Flaga gminy, autorstwa Roberta Szydlika, została ustanowiona uchwałą nr XIX/225/05 z 14 grudnia 2005. Jest to prostokątny płat tkaniny o proporcjach 5:8, podzielony na dwie równe części: lewą czerwoną, z godłem z herbu gminy oraz prawą, podzieloną na trzy poziome pasy: dwa białe i czerwony w stosunku 2:1:2. |
| Gmina Słubice           |      | Flaga gminy została ustanowiona uchwałą nr XVI/110/2004 z 29 czerwca 2004. Jest to prostokątny płat tkaniny o proporcjach 5:8, podzielony z prawa w skos białym falistym pasem na dwie równe części: lewą czerwoną i prawą błękitną. Umieszczono na nich symbole z herbu gminy.                                      |

### Powiat płoński
| Gmina                      | Wzór | Opis |
| -------------------------- | ---- | --- |
| Gmina Baboszewo            |      | Flaga gminy, autorstwa Roberta Szydlika, została ustanowiona uchwałą nr VI/78/2011 z 26 sierpnia 2011. Jest to prostokątny płat tkaniny o proporcjach 5:8, podzielony na trzy poziome pasy: dwa białe i czerwony w stosunku 1:3:1. W jego centralnej części umieszczono herb gminy.                                        |
| Miasto i gmina Nowe Miasto |      | Flaga gminy, autorstwa Tadeusza Gajla, została ustanowiona uchwałą nr 164/XXIX/2013 z 23 czerwca 2013. Jest to prostokątny płat tkaniny o proporcjach 5:8, podzielony na pięć pionowych pasów: biały, czerwony, błękitny, czerwony i biały w stosunku 1:1:4:1:1. W jego centralnej części umieszczono godło z herbu gminy. |
| Miasto Płońsk              |      | Flaga miasta została ustanowiona uchwałą nr XXXIII/280/2012 z 11 grudnia 2012. Jest to prostokątny płat tkaniny o proporcjach 5:8 koloru czerwonego, z którego lewej strony płata umieszczono godło z herbu miasta. |
| Miasto i gmina Sochocin    |      | Flaga gminy, autorstwa Roberta Szydlika, została ustanowiona uchwałą nr XXIX/237/2014 z 28 maja 2014. Jest to prostokątny płat tkaniny o proporcjach 5:8, podzielony na siedem pionowych pasów: cztery czerwone i trzy białe w stosunku 3:1:1:10:1:1:3. W jego centralnej części umieszczono godło z herbu gminy.          |

### Powiat pruszkowski
| Gmina                  | Wzór | Opis |
| ---------------------- | ---- | --- |
| Miasto i gmina Brwinów |      | Flaga gminy to prostokątny płat tkaniny o proporcjach 5:8 koloru białego, w którego centralnej części umieszczono herb gminy, a pod nim czarny napis „BRWINÓW”.                                                            |
| Gmina Michałowice      |      | Flaga gminy została ustanowiona uchwałą nr XLIII/306/2001 z 25 czerwca 2001. Jest to prostokątny płat tkaniny o proporcjach 3:5, podzielony na trzy poziome pasy: żółty, czarny i zielony.                                 |
| Miasto Piastów         |      | Flaga miasta to prostokątny płat tkaniny koloru niebieskiego, przecięty z prawa w skos żółto-niebiesko-czerwonym pasem. W jego centralnej części umieszczono herb miasta.                                                  |
| Miasto Pruszków        |      | Flaga miasta, autorstwa Jana Różnowicza, została ustanowiona 22 marca 2001. Jest to prostokątny płat tkaniny o proporcjach 5:8, podzielony na trzy równe pionowe pasy: dwa żółte i czerwony.                               |
| Gmina Raszyn           |      | Flaga gminy, autorstwa Pawła Dudzińskiego, została ustanowiona uchwałą nr 23/VII/99 3 lutego 1999. Jest to prostokątny płat tkaniny podzielony na cztery poziome pasy: czerwony, biały, czarny i żółty w stosunku 4:1:1:4. |

### Powiat przasnyski
| Gmina                   | Wzór | Opis |
| ----------------------- | ---- | --- |
| Miasto i gmina Chorzele |      | Flaga gminy, autorstwa Kamila Wójcikowskiego i Roberta Fidury, została ustanowiona uchwałą nr 184/XXI/12 z 5 sierpnia 2012. Jest to prostokątny płat tkaniny o proporcjach 5:8, podzielony na dwa poziome faliste pasy: zielony i biały w stosunku 21:4. W centralnej części górnego pasa umieszczono herb gminy. |
| Gmina Czernice Borowe   |      | Flaga gminy została ustanowiona uchwałą nr 59/VI/07 z 9 lipca 2007. Jest to prostokątny płat tkaniny o proporcjach 5:8 koloru żółtego, z którego lewej strony płata umieszczono herb gminy. |
| Gmina Jednorożec        |      | Flaga gminy została ustanowiona uchwałą nr VII/36/03 z 7 czerwca 2003. Jest to prostokątny płat tkaniny podzielony na trzy pionowe pasy: dwa zielone i złoty w stosunku 1:2:1. W jego centralnej części umieszczono herb gminy.                                                                                   |
| Gmina Krasne            |      | Flaga gminy, autorstwa Roberta Szydlika, została ustanowiona uchwałą nr IV/27/2017 z 18 czerwca 2017. Jest to prostokątny płat tkaniny o proporcjach 5:8 koloru błękitnego, z którego lewej strony płata umieszczono godło z herbu gminy.                                                                         |
| Gmina Krzynowłoga Mała  |      | Flaga gminy została ustanowiona uchwałą nr XLVI/235/2010 z 3 lipca 2010. Jest to prostokątny płat tkaniny o proporcjach 5:8 koloru błękitnego, w którego centralnej części umieszczono godło z herbu gminy. |
| Miasto Przasnysz        |      | Flaga miasta została ustanowiona 5 kwietnia 1995. Jest to prostokątny płat tkaniny o proporcjach 5:9 koloru białego, przecięty z prawa w skos czerwonym pasem. W lewym górnym rogu płata umieszczono herb miasta.                                                                                                 |

### Powiat przysuski
| Gmina          | Wzór | Opis |
| -------------- | ---- | --- |
| Gmina Rusinów  |      | Flaga gminy została ustanowiona uchwałą nr XXVIII/154/13 z 18 listopada 2013. Jest to prostokątny płat tkaniny o proporcjach 5:8, podzielony na trzy pionowe pasy: czerwony, biały i żółty w stosunku 3:1:1. Na czerwonym pasie umieszczono godło z herbu gminy.                                                                   |
| Gmina Wieniawa |      | Flaga gminy, autorstwa Kamila Wójcikowskiego i Roberta Fidury, została ustanowiona uchwałą nr XIX.28.2020 z 20 lipca 2020. Jest to prostokątny płat tkaniny o proporcjach 5:8, podzielony na trzy pionowe pasy: błękitny, biały i żółty lub czarny w stosunku 10:3:3. Na niebieskim pasie umieszczone zostało godło z herbu gminy. |

### Powiat pułtuski
| Gmina                  | Wzór | Opis |
| ---------------------- | ---- | --- |
| Miasto i gmina Pułtusk |      | Flaga gminy została ustanowiona 26 sierpnia 1999. Jest to prostokątny płat tkaniny o proporcjach 5:8, podzielony na trzy poziome pasy: żółty, błękitny i biały w stosunku 1:3:1. W jego centralnej części może znajdować się godło z herbu gminy (wtedy flaga nie posiada górnego pasa).                                    |
| Gmina Świercze         |      | Flaga gminy, autorstwa Roberta Szydlika, została ustanowiona uchwałą nr 230/XXXI/2014 z 26 czerwca 2014. Jest to prostokątny płat tkaniny o proporcjach 5:8, podzielony na dwie równe części: lewą czerwoną, z godłem z herbu gminy oraz prawą, podzieloną na siedem równych poziomych pasów: cztery czerwone i trzy białe. |
| Gmina Zatory           |      | Flaga gminy, autorstwa Roberta Szydlika, została ustanowiona uchwałą nr 117/XIX/2016 z 12 lipca 2016. Jest to prostokątny płat tkaniny o proporcjach 5:8, podzielony na pięć pionowych pasów: zielony, żółty, zielony, biały i zielony, w stosunku 1:1:4:1:1. W jego centralnej części umieszczono godło z herbu gminy.     |

### Miasto Radom
| Wzór | Opis |
| ---- | --- |
|      | Radom nie posiada oficjalnie ustanowionej flagi. Na ulicach miasta podczas różnych uroczystości pojawiają się jednak flagi w formie prostokątnego płata tkaniny koloru białego, z herbem uroczystym miasta w jego centralnej części. |

### Powiat radomski
| Gmina                           | Wzór | Opis |
| ------------------------------- | ---- | --- |
| Gmina Gózd                      |      | Flaga gminy została ustanowiona uchwałą nr XLVII/220/2009 z 23 października 2009. Jest to prostokątny płat tkaniny o proporcjach 5:8, podzielony na dwa poziome pasy: żółty i czerwony w stosunku 3:1. W centralnej części górnego pasa umieszczono herb gminy.                                                               |
| Miasto i gmina Iłża             |      | Flaga gminy, autorstwa Kamila Wójcikowskiego i Roberta Fidury, została ustanowiona uchwałą nr L/349/2022 z 31 marca 2022. Jest to prostokątny płat tkaniny o proporcjach 5:8 koloru błękitnego, w którego centralnej części umieszczono godło z herbu gminy.                                                                  |
| Gmina Jastrzębia                |      | Flaga gminy, autorstwa Włodzimierza Chorązkiego, została ustanowiona uchwałą nr XXIX/135/2013 z 4 września 2013. Jest to płat tkaniny o proporcjach 5:8, podzielony na trzy poziome pasy: biały, błękitny i żółty w stosunku 4:1:1. W centralnej części górnego pasa umieszczono herb gminy.                                  |
| Miasto i gmina Jedlnia-Letnisko |      | Flaga gminy, autorstwa Roberta Szydlika, została ustanowiona uchwałą nr LII/274/2021 z 16 grudnia 2021. Jest to prostokątny płat tkaniny o proporcjach 5:8 koloru czerwonego, z którego lewej strony płata umieszczono godło z herbu gminy.                                                                                   |
| Gmina Kowala                    |      | Flaga gminy, autorstwa Alfreda Znamierowskiego, została ustanowiona uchwałą nr I/1/2011 z 28 stycznia 2011. Jest to prostokątny płat tkaniny o proporcjach 5:8 koloru czerwonego, z którego lewej strony płata umieszczono godło z herbu gminy.                                                                               |
| Miasto Pionki                   |      | Flaga miasta została ustanowiona uchwałą nr III/60/2002 z 30 września 2002. Jest to prostokątny płat tkaniny o proporcjach 5:8, podzielony na trzy poziome pasy: dwa zielone i biały w stosunku 1:3:1.W jego centralnej części umieszczono herb miasta.                                                                       |
| Gmina Pionki                    |      | Flaga gminy, autorstwa Kamila Wójcikowskiego i Roberta Fidury, została ustanowiona uchwałą nr XXXVI/201/2017 z 18 grudnia 2017. Jest to prostokątny płat tkaniny o proporcjach 5:8, podzielony na dwa poziome pasy: żółty i czerwony w stosunku 4:1. W lewym górnym rogu płata umieszczono herb gminy.                        |
| Miasto i gmina Przytyk          |      | Flaga gminy została ustanowiona uchwałą nr XXXVI.209.2013 z 30 grudnia 2013. Jest to prostokątny płat tkaniny o proporcjach 5:8, w którego centralnej części umieszczono godło z herbu gminy. |
| Miasto i gmina Skaryszew        |      | Flaga gminy została ustanowiona 18 czerwca 1998. Jest to prostokątny płat tkaniny, podzielony na trzy równe pionowe pasy: dwa czerwone i czarny. W jego centralnej części umieszczono godło z herbu gminy. |
| Gmina Wierzbica                 |      | Flaga gminy, autorstwa Alfreda Znamierowskiego, została ustanowiona uchwałą nr XXX/215/2013 z 1 marca 2013. Jest to prostokątny płat tkaniny o proporcjach 5:8, podzielony na dwa poziome pasy: biały i czerwony w stosunku 4:1. W centralnej części górnego pasa umieszczono herb gminy.                                     |
| Gmina Wolanów                   |      | Flaga gminy, autorstwa Roberta Szydlika została ustanowiona uchwałą nr XXXVIII/212/2018 z 6 lutego 2018. Jest to prostokątny płat tkaniny o proporcjach 5:8, podzielony na pięć pionowych pasów: czerwony, biały, niebieski, biały i czerwony w stosunku 3:1:8:1:3. W jego centralnej części umieszczono godło z herbu gminy. |
| Gmina Zakrzew                   |      | Flaga gminy została ustanowiona uchwałą nr XXXV/195/2009 z 26 maja 2009. Jest to prostokątny płat tkaniny o proporcjach 5:8, w którego centralnej części umieszczono godło z herbu gminy. |

### Miasto Siedlce
| Wzór | Opis |
| ---- | --- |
|      | Flaga miasta została ustanowiona uchwałą nr XXVI/201/92 z 31 marca 1992. Jest to prostokątny płat tkaniny o proporcjach 2:5, podzielony na trzy poziome pasy: dwa białe i niebieski w stosunku 31,5:17:31,5. Z jego lewej strony umieszczono herb miasta. |

### Powiat siedlecki
| Gmina         | Wzór | Opis |
| ------------- | ---- | --- |
| Gmina Siedlce |      | Flaga gminy została ustanowiona uchwałą nr XIX/133/2008 z 23 lutego 2008. Jest to prostokątny płat tkaniny o proporcjach 5:8 koloru zielonego, w którego centralnej części umieszczono godło z herbu gminy z przedłużoną białą linią falistą.                                                                     |
| Gmina Skórzec |      | Flaga gminy została ustanowiona uchwałą nr V/36/11 z 26 maja 2011. Jest to prostokątny płat tkaniny o proporcjach 5:8 koloru czerwonego, w którego centralnej części umieszczono godło z herbu gminy. |
| Gmina Wiśniew |      | Flaga gminy została ustanowiona uchwałą nr XXXIII/240/2013 z 27 października 2013. Jest to prostokątny płat tkaniny o proporcjach 5:8, podzielony na trzy równe pionowe pasy: dwa zielone i żółty. W jego centralnej części umieszczono godło z herbu gminy.                                                      |
| Gmina Zbuczyn |      | Flaga gminy, autorstwa Roberta Szydlika, została ustanowiona uchwałą nr VII/33/11 z 8 kwietnia 2011. Jest to prostokątny płat tkaniny o proporcjach 5:8, podzielony na pięć poziomych pasów: czerwony, żółty, niebieski, żółty i czerwony, w stosunku 1:1:6:1:1. W jego centralnej części umieszczono herb gminy. |

### Powiat sierpecki
| Gmina         | Wzór | Opis |
| ------------- | ---- | --- |
| Gmina Gozdowo |      | Flaga gminy została ustanowiona uchwałą nr 119/XVIII/2004 z 19 maja 2004. Jest to prostokątny płat tkaniny o proporcjach 5:8, podzielony na dwa poziome pasy: żółty i błękitny w stosunku 3:1. W centralnej części górnego pasa umieszczono herb gminy. |
| Miasto Sierpc |      | Flaga miasta została ustanowiona uchwałą nr 226/XXVI/2005 z 30 listopada 2005. Jest to prostokątny płat tkaniny podzielony na trzy poziome pasy: dwa białe i czerwony w stosunku 1:2:1. W jego centralnej części umieszczono herb miasta.               |
| Gmina Sierpc  |      | Flaga gminy została ustanowiona uchwałą nr 25/V/07 z 26 stycznia 2007. Jest to prostokątny płat tkaniny o proporcjach 5:8 koloru czerwonego, z którego lewej strony płata umieszczono godło z herbu gminy.                                              |

### Powiat sochaczewski
| Gmina             | Wzór | Opis |
| ----------------- | ---- | --- |
| Gmina Młodzieszyn |      | Flaga gminy została ustanowiona uchwałą nr XXXII/192/2006 z 22 września 2006. Jest to prostokątny płat tkaniny o proporcjach 5:8, podzielony na trzy pionowe pasy: dwa czerwone i biały w stosunku 1:2:1. W jego centralnej części umieszczono herb gminy.                                                               |
| Gmina Nowa Sucha  |      | Flaga gminy to prostokątny płat tkaniny podzielony w szachownicę na cztery części: dwie żółte i dwie czerwone (kanton jest żółty). |
| Gmina Rybno       |      | Flaga gminy, autorstwa Zdzisława Kryściaka i Jacka Rutkowskiego, została ustanowiona uchwałą nr XIV.70.2019 z 3 października 2019. Jest to prostokątny płat tkaniny o proporcjach 5:8, podzielony na trzy pionowe pasy: dwa żółte i czerwony w stosunku 1:3:1. W jego centralnej części umieszczono godło z herbu gminy. |
| Miasto Sochaczew  |      | Flaga miasta to prostokątny płat tkaniny o proporcjach 5:8, podzielony na dwa równe pionowe pasy: czerwony i zielony. W jego centralnej części umieszczono herb miasta. |
| Gmina Sochaczew   |      | Flaga gminy została ustanowiona uchwałą nr XXXVI/167/2009 z 29 czerwca 2009. Jest to prostokątny płat tkaniny o proporcjach 5:8, podzielony na trzy pionowe pasy: dwa białe i czerwony w stosunku 1:2:1. W jego centralnej części umieszczono godło z herbu gminy.                                                       |

### Powiat sokołowski
| Gmina                   | Wzór | Opis |
| ----------------------- | ---- | --- |
| Gmina Bielany           |      | Flaga gminy, autorstwa Kamila Wójcikowskiego i Roberta Fidury, została ustanowiona uchwałą nr LIV/275/2022 z 9 listopada 2022. Jest to prostokątny płat tkaniny o proporcjach 5:8 koloru błękitnego, w którego centralnej części umieszczono godło z herbu gminy. |
| Gmina Sabnie            |      | Flaga gminy została ustanowiona uchwałą nr XV/79/2000 z 3 maja 2000. Jest to prostokątny płat tkaniny o proporcjach 5:8, podzielony na trzy pionowe pasy: dwa błękitne i żółty w stosunku 1:3:1. W jego centralnej części umieszczono herb gminy.                 |
| Miasto Sokołów Podlaski |      | Flaga miasta została ustanowiona 11 marca 1996. Jest to prostokątny płat tkaniny o proporcjach 5:8 podzielony na trzy równe poziome pasy: zielony, żółty i czarny.                                                                                                |
| Gmina Sterdyń           |      | Flaga gminy została ustanowiona uchwałą nr XXX/170/01 z 27 grudnia 2001. Jest to prostokątny płat tkaniny o proporcjach 5:8, podzielony na trzy równe pionowe pasy: czerwony, biały i błękitny. W jego centralnej części umieszczono herb gminy.                  |

### Powiat szydłowiecki
| Gmina           | Wzór | Opis |
| --------------- | ---- | --- |
| Gmina Chlewiska |      | Flaga gminy to prostokątny płat tkaniny o proporcjach 5:8, podzielony na dwa równe pionowe pasy: błękitny i czerwony. W jego centralnej części umieszczono herb gminy.                                                                                            |
| Gmina Orońsko   |      | Flaga gminy została ustanowiona uchwałą nr XXVIII/148/05 z 22 czerwca 2005. Jest to prostokątny płat tkaniny o proporcjach 5:8, podzielony na trzy pionowe pasy: dwa żółte i czerwony w stosunku 1:3:1. W jego centralnej części umieszczono godło z herbu gminy. |

### Miasto Warszawa
| Wzór | Opis |
| ---- | --- |
|      | Flaga miasta została ustanowiona w 1938. Jest to prostokątny płat tkaniny o proporcjach 5:8, podzielony na dwa równe poziome pasy: złoty i czerwony. |

### Powiat warszawski zachodni
| Gmina                            | Wzór | Opis |
| -------------------------------- | ---- | --- |
| Miasto i gmina Błonie            |      | Flaga gminy została ustanowiona w 1996. Jest to prostokątny płat tkaniny o proporcjach 5:8, podzielony na dwa równe poziome pasy: żółty i szafirowy. |
| Gmina Izabelin                   |      | Flaga gminy została ustanowiona uchwałą nr XXXI/260/05 z 27 kwietnia 2005. Jest to prostokątny płat tkaniny o proporcjach 5:8, podzielony na dwie równe części: lewą czerwoną, z godłem z herbu gminy oraz prawą, podzieloną na trzy poziome pasy: biały, czerwony i żółty w stosunku 2:1:2. |
| Miasto i gmina Łomianki          |      | Flaga gminy to prostokątny płat tkaniny o proporcjach 5:8, podzielony na pięć pionowych pasów: trzy białe i dwa czerwone w stosunku 1:1:4:1:1. W jego centralnej części umieszczono herb gminy.                                                                                              |
| Miasto i gmina Ożarów Mazowiecki |      | Flaga gminy to prostokątny płat tkaniny o proporcjach 5:8, podzielony w szachownicę na cztery części, na których umieszczono symbole z herbu gminy. |
| Gmina Stare Babice               |      | Flaga gminy została ustanowiona uchwałą nr XXI/197/12 z 30 października 2012. Jest to prostokątny płat tkaniny o proporcjach 5:8, podzielony na trzy poziome pasy: dwa białe i błękitny w stosunku 3:7:3. Z lewej strony płata umieszczono godło z herbu gminy.                              |

### Powiat węgrowski
| Gmina                 | Wzór | Opis |
| --------------------- | ---- | --- |
| Gmina Grębków         |      | Flaga gminy to prostokątny płat tkaniny o proporcjach 5:8, podzielony na trzy poziome pasy: żółty, biały i zielony w stosunku 2:1:2. W jego centralnej części umieszczono herb gminy.                                                                                                  |
| Gmina Korytnica       |      | Flaga gminy została ustanowiona uchwałą nr XXXI/181/02 z 18 czerwca 2002. Jest to prostokątny płat tkaniny o proporcjach 5:8, podzielony na trzy poziome pasy: dwa błękitne i węższy złoty. Z lewej strony płata umieszczono czarny trójkąt.                                           |
| Miasto i gmina Łochów |      | Flaga gminy, autorstwa Andrzeja Heidricha, została ustanowiona uchwałą nr XXI/146/2008 z 16 kwietnia 2008. Jest to prostokątny płat tkaniny o proporcjach 5:8, podzielony na trzy poziome pasy: dwa zielone i żółty w stosunku 1:3:1. W jego centralnej części umieszczono herb gminy. |
| Miasto Węgrów         |      | Flaga miasta została ustanowiona uchwałą nr XVII/118/95 z 15 listopada 1995. Jest to prostokątny płat tkaniny o proporcjach 5:8, podzielony na trzy pionowe pasy: dwa brązowe i złoty w stosunku 1:2:1. W jego centralnej części umieszczono godło z herbu miasta.                     |
| Gmina Wierzbno        |      | Flaga gminy została ustanowiona uchwałą nr XXXI/136/01 z 27 lipca 2001. Jest to prostokątny płat tkaniny o proporcjach 5:8, podzielony na trzy poziome pasy: błękitny, żółty i czarny w stosunku 1:2:1. W jego centralnej części może znajdować się herb gminy.                        |

### Powiat wołomiński
| Gmina                   | Wzór | Opis |
| ----------------------- | ---- | --- |
| Gmina Klembów           |      | Flaga gminy została ustanowiona uchwałą nr XL/211/01 z 29 listopada 2001. Jest to prostokątny płat tkaniny o proporcjach 5:8, podzielony na trzy równe poziome pasy: dwa żółte i zielony. Z lewej strony płata umieszczono biały trójkąt.                            |
| Gmina Poświętne         |      | Flaga gminy została ustanowiona uchwałą nr V/33/2015 z 27 lutego 2015. Jest to prostokątny płat tkaniny o proporcjach 5:8 koloru zielonego, w którego centralnej części umieszczono godło z herbu gminy.                                                             |
| Miasto i gmina Radzymin |      | Flaga gminy została ustanowiona uchwałą nr 201/XVIII/2000 z 18 kwietnia 2000. Jest to prostokątny płat tkaniny o proporcjach 5:8, podzielony na trzy pionowe pasy: dwa żółte i błękitny w stosunku 9:10:9. W jego centralnej części umieszczono godło z herbu gminy. |

### Powiat wyszkowski
| Gmina                  | Wzór | Opis |
| ---------------------- | ---- | --- |
| Gmina Długosiodło      |      | Flaga gminy została ustanowiona 28 sierpnia 2003. Jest to prostokątny płat tkaniny o proporcjach 5:8, podzielony na dwa równe pionowe pasy: zielony i żółty. W jego centralnej części umieszczono herb gminy.                                                                              |
| Gmina Rząśnik          |      | Flaga gminy, autorstwa Roberta Szydlika, została ustanowiona uchwałą nr 28/07/07 z 19 kwietnia 2007. Jest to prostokątny płat tkaniny o proporcjach 5:8, podzielony na dwa poziome pasy: żółty i zielony w stosunku 2:1. W lewym górnym rogu płata umieszczono herb gminy.                 |
| Gmina Somianka         |      | Flaga gminy została ustanowiona uchwałą nr XXXIX/194/09 z 30 października 2009. Jest to prostokątny płat tkaniny o proporcjach 8:13 koloru błękitnego, w którego centralnej części umieszczono godło z herbu gminy.                                                                        |
| Miasto i gmina Wyszków |      | Flaga gminy to prostokątny płat tkaniny o proporcjach 5:8, podzielony na trzy równe poziome pasy: dwa białe i czerwony. |
| Gmina Zabrodzie        |      | Flaga gminy, autorstwa Roberta Szydlika, została ustanowiona uchwałą nr XIX/88/2004 z 30 czerwca 2004. Jest to prostokątny płat tkaniny o proporcjach 5:8 koloru czerwonego, przedzielony na dwie części białym falistym pasem. W lewym górnym rogu płata umieszczono godło z herbu gminy. |

### Powiat zwoleński
| Gmina         | Wzór | Opis |
| ------------- | ---- | --- |
| Gmina Przyłęk |      | Flaga gminy została ustanowiona uchwałą nr 182/XXIX/13 z 31 stycznia 2013. Jest to prostokątny płat tkaniny o proporcjach 5:8, podzielony na trzy poziome pasy: żółty, zielony i biały w stosunku 4:1:1. W lewym górnym rogu płata umieszczono herb gminy. |
| Gmina Tczów   |      | Flaga gminy została ustanowiona uchwałą nr XXXVI/164/2013 z 3 czerwca 2013. Jest to prostokątny płat tkaniny o proporcjach 5:8 koloru zielonego, w którego centralnej części umieszczono godło z herbu gminy.                                              |

### Powiat żuromiński
| Gmina                   | Wzór | Opis |
| ----------------------- | ---- | --- |
| Miasto i gmina Bieżuń   |      | Flaga gminy została ustanowiona uchwałą nr XXVIII/231/2021 z 30 sierpnia 2021. Jest to prostokątny płat tkaniny o proporcjach 5:8, podzielony na trzy pionowe pasy: dwa błękitne i biały w stosunku 1:2:1. W jego centralnej części umieszczono herb gminy. |
| Miasto i gmina Lubowidz |      | Flaga gminy, autorstwa Roberta Szydlika, została ustanowiona uchwałą nr 233/XLIII/2017 z 13 lipca 2017. Jest to prostokątny płat tkaniny o proporcjach 5:8, podzielony na dwie części: lewą żółtą, z herbem gminy oraz prawą błękitną.                      |
| Gmina Siemiątkowo       |      | Flaga gminy została ustanowiona uchwałą nr VIII.50.2015 z 20 czerwca 2015. Jest to prostokątny płat tkaniny o proporcjach 5:8 koloru błękitnego, w którego centralnej części umieszczono symbole z herbu gminy.                                             |

### Powiat żyrardowski
| Gmina                    | Wzór | Opis |
| ------------------------ | ---- | --- |
| Miasto i gmina Mszczonów |      | Flaga gminy została ustanowiona uchwałą nr XXI/175/20 z 24 czerwca 2020. Jest to prostokątny płat tkaniny o proporcjach 5:8 koloru czerwonego, w którego centralnej części umieszczono herb gminy.                                                                                |
| Gmina Radziejowice       |      | Flaga gminy została ustanowiona uchwałą nr LXXIII/544/2024 z 5 lutego 2024. Jest to prostokątny płat tkaniny o proporcjach 5:8 koloru błękitnego, w którego centralnej części umieszczono godło z herbu gminy.                                                                    |
| Miasto i gmina Wiskitki  |      | Flaga gminy została ustanowiona uchwałą nr 44/XIX/04 z 22 października 2004. Jest to prostokątny płat tkaniny o proporcjach 5:8 koloru czerwonego, w którego centralnej części umieszczono godło z herbu gminy.                                                                   |
| Miasto Żyrardów          |      | Flaga miasta została ustanowiona uchwałą nr XL/265/97 z 29 października 1997. Jest to prostokątny płat tkaniny o proporcjach 5:8, podzielony na cztery poziome pasy: żółty, czarny, biały i czerwony w stosunku 5:1:1:5. W jego centralnej części może znajdować się herb miasta. |

## Dawne gminy
| Gmina                    | Wzór | Opis |
| ------------------------ | ---- | --- |
| Gmina Warszawa-Białołęka |      | Flaga gminy została ustanowiona uchwałą nr XII/150/95 z 28 kwietnia 1995, zniesiona wraz z likwidacją gminy 27 października 2002. Był to prostokątny płat tkaniny o proporcjach 5:8, podzielony na trzy równe poziome pasy: zielony, złoty i czerwony. |
| Gmina Warszawa-Bielany   |      | Flaga gminy została ustanowiona uchwałą nr 176/XX/95 z 16 grudnia 1995, zniesiona wraz z likwidacją gminy 27 października 2002. Był to prostokątny płat tkaniny o proporcjach 2:3, podzielony na dwa równe poziome pasy: żółty i czerwony (jak flaga Warszawy).                                                                                                |
| Gmina Warszawa-Rembertów |      | Flaga gminy została ustanowiona uchwałą nr XVI/229/96 z 7 lutego 1996, zniesiona wraz z likwidacją gminy 27 października 2002. Był to prostokątny płat tkaniny o proporcjach 2:3, podzielony w krzyż skandynawski (1/3 i 2/3 szerokości w pionie, po 1/2 długości w poziomie) na cztery części: dwie żółte i dwie czerwone (kanton jest żółty).                |
| Gmina Warszawa-Targówek  |      | Flaga gminy została ustanowiona uchwałą nr XXXVI/465/97 z 13 listopada 1997, zniesiona wraz z likwidacją gminy 27 października 2002. Był to prostokątny płat tkaniny, podzielony na trzy równe poziome pasy: biały, żółty i czerwony. |
| Gmina Warszawa-Ursus     |      | Flaga gminy została ustanowiona uchwałą nr 76/XXXIII/96 z 20 grudnia 1996, ponownie uchwałą nr 21/XXXVII/97 z 29 kwietnia 1997, zniesiona wraz z likwidacją gminy 27 października 2002. Był to prostokątny płat tkaniny, podzielony na cztery poziome pasy: zielony, żółty, czerwony i zielony w stosunku 2:1:1:2.                                             |
| Gmina Warszawa-Ursynów   |      | Flaga gminy została ustanowiona uchwałą nr 69 z 14 lutego 1995, zniesiona wraz z likwidacją gminy 27 października 2002. Był to prostokątny płat tkaniny o proporcjach 99:100 (w praktyce niestosowanych), podzielony na trzy poziome pasy: granatowy, żółty i czerwony w stosunku 26:7:7.                                                                      |
| Gmina Warszawa-Wawer     |      | Flaga gminy została ustanowiona uchwałą nr 185/XX/99 z 28 grudnia 1999, zniesiona wraz z likwidacją gminy 27 października 2002. Był to prostokątny płat tkaniny o proporcjach 5:8, podzielony na trzy pionowe pasy: dwa złote i czerwony w stosunku 1:3:1. W jego centralnej części umieszczono złotą stylizowaną literę „W”, nawiązującą do zbrodni w Wawrze. |
| Miasto Wesoła            |      | Flaga miasta została ustanowiona w 1999, zniesiona wraz z włączeniem w granice Warszawy 27 października 2002. Był to prostokątny płat tkaniny o proporcjach, podzielony z prawa w skos na dwie równe części: lewą białą, z żółtym półkolem symbolizującym słońce oraz prawą zieloną.                                                                           |